# Olívia
 Olívia  (original: Quality Street) és una pel·lícula estatunidenca dirigida per George Stevens i estrenada el 1937 i doblada al català. És un drama històric realitzat per RKO Pictures. Va ser un fracàs en taquilla i va registrar unes pèrdues de 248.000 dòlars. Va ser la quarta pel·lícula fallida de Katharine Hepburn amb RKO Pictures, i va reforçar l'etiqueta creada sobre els resultats de Hepburn com a "verí de taquilla" ("box office poison").
La música de Roy Webb va ser nominada a l'Oscar a la millor banda sonora.
Joan Fontaine, sense acreditar, fa una de les seves primeres aparicions al cinema. El guió és d'Allan Scott, Mortimer Offner i Jack Townley, i es basa en una obra de 1901, Quality Street, de James Matthew Barrie.

## Argument
De tornada de les guerres napoleòniques, un soldat anglès no reconeix la seva promesa. Ella ho farà tot per reconquerir-lo.

## Repartiment
- Katharine Hepburn: Phoebe Throssel
- Franchot Tone: Dr. Valentine Brown
- Eric Blore: Sergent reclutador
- Fay Bainter: Susan Throssel
- Cora Witherspoon: Patty
- Estelle Winwood: Mary Willoughby
- Joan Fontaine: Charlotte Parratt (no surt als crèdits)
- Bonita Granville: Isabella

## Nominacions
- 1938. Oscar a la millor banda sonora per Roy Webb (director musical)

## Al voltant de la pel·lícula
- Una versió precedent va ser rodada el 1927, titulada La galant equivocació, pel·lícula dirigida per Sidney Franklin i interpretada per Conrad Nagel i Marion Davies.